# Öskü

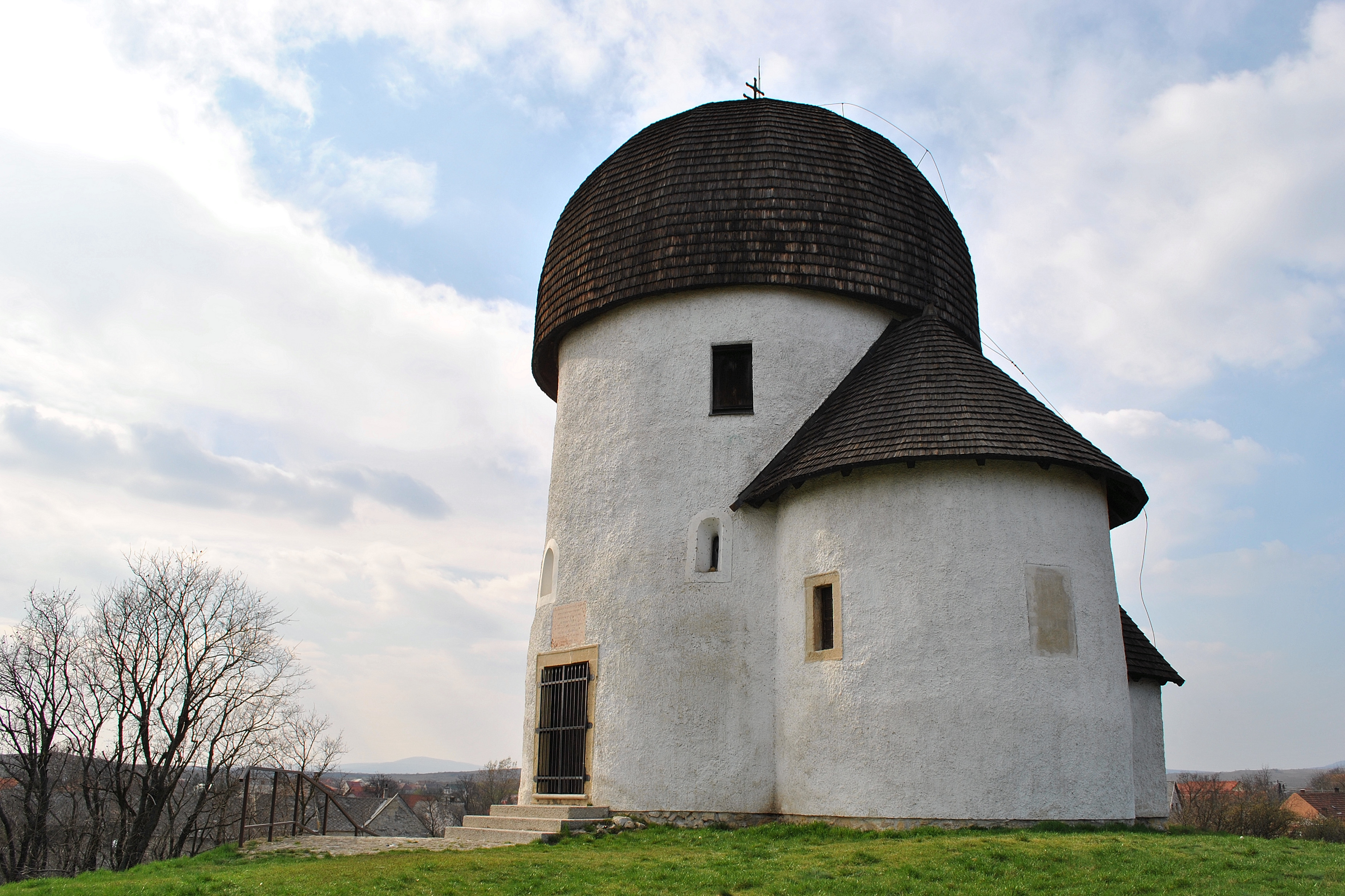
Kruhová kaple v Öskü

Öskü [ešky] (slovensky Eška) je obec v Maďarsku v župě Veszprém, spadající pod okres Várpalota. Nachází se asi 5 km jihozápadně od Várpaloty. V roce 2015 zde žilo 2 211 obyvatel. Dle údajů z roku 2011 tvoří 89 % obyvatelstva Maďaři a 1 % Němci, přičemž 11 % obyvatel se ke své národnosti nevyjádřilo.

## Sousední obce
| Růžice kompasu | Olaszfalu | Tés     |                  | Růžice kompasu |
| Růžice kompasu | Hajmáskér | Sever   | Várpalota        | Růžice kompasu |
| Růžice kompasu | Hajmáskér | Öskü    | Várpalota        | Růžice kompasu |
| Růžice kompasu | Hajmáskér | Jih     | Várpalota        | Růžice kompasu |
| Růžice kompasu | Sóly      | Vilonya | Pétfürdő Berhida | Růžice kompasu |